# The Story of Treasure Island
The Story of Treasure Island è un cortometraggio muto del 1908 prodotto e diretto da J. Stuart Blackton.

## Trama
Trama di Moving Picture World synopsis in (EN)  su IMDb

## Produzione
Il film fu prodotto dalla Vitagraph Company of America.

## Distribuzione
Distribuito dalla Vitagraph Company of America, il film - un cortometraggio in una bobina - uscì nelle sale cinematografiche statunitensi l'8 marzo 1908.